# 이세응
이세응(李世應, 1473년~1528년 8월 26일)은 조선 중기의 문신이자 정치인, 성리학자이다. 중종때의 정국공신으로 함안군(咸安君)에 봉해졌다. 자(字)는 공보(公輔) 또는 국보(國輔), 호는 안재(安齋)·수옹(睡翁)이고 시호는 양간(襄簡)이다. 본관은 함안(咸安).
이조참판·함성군(咸城君)에 추증된 이계통(李季通)의 아들. 1506년 중종반정에 가담하였고 분의정국공신(奮義靖國功臣) 4등에 녹훈되고, 내자시부정으로 승진하였다. 1507년 사간원사간에 임명되자 권력을 휘두르던 유자광을 탄핵하여 귀양보냈다. 밀양부사로 부임 시 선정을 베풀었고, 토호들의 작폐를 일소하여 칭송을 받았다. 1510년 이후 통정대부 병조참지가 되었으며, 뒤이어 승정원동부승지 겸 경연참찬관·춘추관수찬관, 밀양부사, 장례원판결사·강원도관찰사·병조참의·우부승지 등을 지냈고 가선대부로 승진하여 함양군(咸陽君)의 작위를 받았가 뒤에 함안군(咸安君)으로 개봉되었다. 그 뒤 충청도관찰사, 평안도 관찰사 등을 역임하였다. 평안도관찰사로 재임중에 병사하였다.

## 생애

### 어린 시절
고려 말 홍건적을 격파한 충렬공 이방실(李芳實)의 6대손이며 호조좌랑을 지내고 사후 증 통훈대부(通訓大夫) 사복시정(司僕寺正)에 추증된 이진(李稹)의 증손이고, 할아버지는 사재감부정을 지내고 사후 증 통정대부(通政大夫) 병조참의에 증직된 이흥손(李興孫)이며, 아버지는 사복시부정, 통훈대부(通訓大夫) 사재감부정, 익산군수를 지내고 사후 증 순충보조공신(純忠補祚功臣) 가선대부(嘉善大夫) 이조참판(吏曹參判) 겸 홍문관제학(弘文館提學) 동지의금부사(同知義禁府事) 함성군(咸城君)에 추증된 함성군(咸城君) 이계통(李季通)이고, 어머니는 전주유씨(全州柳氏)로, 통훈대부(通訓大夫) 곽산군수(郭山郡守) 유맹근(柳孟近)의 딸이다.
본래 그의 선대는 경상남도 함안군에 살았지만, 아버지 이계통이 함안군 안인(安仁)에서 한양으로 이주해 왔다.
1491년(성종 20) 아버지 이계통(李季通)이 익산군수로 재직 중 최관(崔灌)의 뇌물을 받았고, 형 이숙통의 종에게 주었다는 혐의로 파면되어, 같은 해 그는 아버지 이계통의 억울함을 상소하였다.
1496년(연산군 2) 생원(生員)에 합격하였다. 1501년(연산군 7) 식년 문과에 3등으로 급제하여, 봉상시주부(奉常寺主簿)가 되었다. 이후 장악원직장(掌樂院直長)에 임명되고 봉상시주부가 되었으며, 그 뒤 사간원정언으로 발탁되고, 천거를 받아 이조좌랑이 되었다. 이후 이조정랑, 병조정랑 겸 춘추관기주관(春秋館記注官), 의정부검상(議政府檢詳)과 의정부 사인(舍人) 등을 역임했다.
1504년 연산군이 조지서(趙之瑞), 구성(具誠), 최숙근(崔叔謹) 등에게 죄주는 일을 논의할 때 참여하였다.
1504년(연산군 10) 정언이 되고 그해 5월 정인인의 치죄와 유헌, 6월 김양보 등의 처벌, 9월 강이온의 승명패를 범한 문제를 논죄하는데 참여하였다. 사간원 정언으로 재직 중 그는 심순문(沈順門)을 구명(救命)하고 허물이 없이 공정하게 일을 처리하였다. 이후 이조정랑과 병조정랑을 지내면서 춘추관기주관을 겸하였다. 다시 의정부검상(議政府檢詳)이 되었으며 검상 재직 중 1506년 9월 18일의 박원종, 성희안 등이 일으킨 중종반정에 가담해 분의정국공신 4등(奮義靖國功臣四等)에 녹훈되고, 내자시부정(內資寺副正)으로 승진하였다. 같은 해 의정부 사인이 되었다. 당시 권신 유자광(柳子光)의 횡포가 심하였는데, 이듬 해 사간원사간이 되었는데 혼자 추천되었다 하여 사헌부가 반대하였지만 중종이 허락하지 않았다. 그 해 4월 사간원사간으로서 내수사 혁파를 중종에게 건의하였으나 거절당했다. 그 해 동료들을 데리고 당시의 권신 유자광을 탄핵하여 귀양보냈다.

### 중종반정 이후
1507년(중종 2) 통정대부(通政大夫)에 올라 병조참지(兵曹參知)를 거쳐 승정원승지가 되었으나 [[경연장]2에서의 실수로 사헌부의 논계를 여러번 받고 체직되었다. 뒤이어 승정원동부승지 겸 경연참찬관(經筵參贊官)·춘추관수찬관(春秋館修撰官)을 지냈으며, 1507년 밀양도호부사(密陽都護府使) 대구진관병마동첨절제사(大丘鎭管兵馬同僉節制使)로 부임해 선정을 베풀고, 일을 처리하면서 관청 향리들에게 속지 않았으며, 지역 토호들의 작폐를 엄금해 칭송을 받았다. 그러나 밀양부사 임기 만료로 돌아오는 길에 남의 집터를 빼앗은 일이 있어서 여론의 비난을 받기도 했다.
1507년 승정원동부승지, 이어 장례원판결사를 거쳐서 1513년(중종 8) 강원도관찰사(江原道觀察使) 겸 병마수군절도사(兵馬水軍節度使)로 나갔다. 강원도감사 겸 병마수군절도사로 재직하면서 그는 강원도 관내 군수, 현감, 현령들의 인사고과와 출척(黜陟)을 공평하고 엄정하게 평가했으며, 상대방의 집안이나 문벌 세력에 두려워하지 않고 줏대가 흔들리지 않았다. 당시 현직 고위 재상의 사위로서 고을의 지방관으로 직무를 제대로 하지 않는 자가 있었는데, 이세응은 그 지방관을 제일 먼저 논척(論斥)하고 결국 파직시켰다. 그러나, 그전 그해 2월 승지로 재직 당시의 실수로 사헌부로부터 체직을 청하는 탄핵을 받고 대간으로부터도 공격당했으나 중종이 듣지 않았다. 그해 9월 장계를 올려, 금화 현감(金化縣監) 윤서(尹諝)가 늙고 어두워 백성 다스리는 데 합당치 못하다며 해임을 건의, 왕이 받아들였다. 1510년(중종 5) 통정대부 병조참지가 되었다.
1515년(중종 10) 2월 병조참지가 되었다가 그해 7월 병조참의가 되었다. 1517년 2월 승정원우부승지(右副承旨)에 임명되자, 그가 승지로서 합당하지 않다는 이유로 사헌부의 공격을 받았지만 왕이 무마시켰고 스스로 사직을 청했으나 왕이 듣지 않았다. 우부승지를 거쳐 3개월 후 좌부승지(左副承旨)에 임명되었다.

### 지방관 생활
1518년(중종 13) 1월 가선대부(嘉善大夫)의 품계로 승진, 함양군(咸陽君)에 봉해지고, 그해 1월 충청도관찰사로 부임하였다. 1518년 1월 충청감사 임명 시 대간에서 그를 공격하였지만 중종이 변방에 사변이 있으면 쓸만한 인물이라며 반박하였다. 사헌부집의 박호(朴壕)·사간원사간 정충량(鄭忠樑) 등이 그를 비판하였고, 사헌부장령 권벌(權橃), 헌납 이청(李淸) 등이 조강에서 여색을 멀리할 것을 청하는 자리에서 그의 문제를 언급했지만 중종이 듣지 않았다. 그해 2월 11일에야 충청도 관찰사로 도임하였다.
충청도관찰사에 이르러 함양군(咸陽君)에 봉군(封君)되었다가, 1518년 봄 함안군(咸安君)으로 작호가 개봉(改封)되었다. 충청감사로 있을 때 그는 송사(訟事)를 신속 공정히 처결하였고, 충청도와 경상도에 각 도의 조세곡(租稅穀)을 보관할 곳이 없음을 개탄, 조정에 강력히 건의하였다. 충청, 경상도의 세곡(稅穀)의 집산지인 충주에 창고가 없어서 길에 쌓인 조세로 거둔 곡식의 관리와 수송에 막대한 지장이 있자, 그는 경상도관찰사 김안국(金安國)과 의논, 충주에 가흥창(可興倉) 건물을 새로 축조하였다. 그 해 6월 6일에는 고려 말의 정언(正言)으로 신돈과 대립했던 이존오(李存吾)의 포상을 청하는 장계를 올렸는데, 사관들은 도사(都事) 박세희(朴世憙)가 하려는 일인데 그가 거절하지 못했다고 했다. 6월 20일 전임 관찰사가 결정한 공사를 바꾼 일로 사간원의 탄핵을 받았으나 중종이 거절했고, 거듭된 파직 탄핵에 중종은 과하다며 6월 23일에 해임하였다.
그 해 10월 명나라에 파견되는 정조사(正朝使)에 임명되어 그해 말 연경에 다녀왔다. 중국 명나라에 사신으로 다녀올 때 요동에 이르러 일행이 사사로이 무역한 물건들을 적발, 소각하였다. 귀국 직후, 앞서 가흥창 설립 당시 손해를 입은 상인들의 모함으로 상소가 올려져, 해임되고 상호군으로 전직되었다.
1519년 4월 장례원판결사로 서용되고, 1519년 7월 중종이 감옥의 죄수를 관리할 인물로 그를 지명하였으나 동의하는 이가 없었고, 안당도 송사 처결에는 능하지만 인심을 진압하고 복종시키는데는 모르겠다면서 답을 회피하였다. 같은 해 경상좌도 병마절도사(慶尙左道兵馬節度使)로 부임하여, 법외(法外)로 징수하는 세금들을 모조리 없앴다. 이듬해 병 때문에 사직하자 병졸들이 울면서 그를 붙잡았다 한다. 1520년(중종 15) 5월 11일 전라도 관찰사에 임명되자 사간원에서 충청도 관찰사를 맡았을 때에 잘못이 많았다며 반대했지만 왕이 듣지 않았다.

### 생애 후반
1521년(중종 16) 8월 동지의금부사(同知義禁府事)에 임명되자 대간에서 인물이 망령되고 잗달아서 잘못을 저지르는 일이 많다, 의금부는 중대한 곳으로 그를 임용할 수 없다며 반대했지만 중종이 듣지 않았다. 동지의금부사로 재직 중 9월 23일부터 대간에서 매일 그의 일을 언급하자 10월 29일 중종이 직접 그의 무죄를 선언했다. 그러나 11월 1일 사헌부가 그의 일을 문제삼았고, 이후 사헌부, 사간원에서 번갈아가며 그를 공격했지만 왕이 번번히 듣지 않았다. 대간의 거듭된 공격으로 1521년 11월 19일 대간이 그의 해임을 건의하여 중종이 받아들였다. 그러나 11월 20일에 장령 표빙(表憑) 정언 장계문(張季文) 등은 이세응의 일로 언로가 막혔다며 그를 탄핵하였다.
1523년(중종 18) 한때 황해도관찰사의 물망에 오르기도 했으며, 그해 6월 한성부우윤에 임명되자 간원으로부터 충청도에 왜군이 왔는데도 수사와 우후가 군관만 보낸 것을 두고 그를 비판했지만 중종이 듣지 않았다. 이후 간원에서 계속 그의 일을 언급했지만 중종이 듣지 않았다. 이후 한성부우윤 겸 도총부부총관, 호조참판 등을 거쳐 1526년(중종 21) 특진관, 1527년(중종 22) 이조참판이 되었다가 그해 5월 호조참판이 되고, 12월 15일 평안도관찰사 겸 평양부윤에 임명되었다. 바로 사헌부의 탄핵을 받고 물의와 흉년을 이유로 사직을 청했지만 중종이 유임시켰다. 1528년 1월 21일 배사후 부임하였다.
그가 평안도관찰사로 재직할 무렵 만포에서 첨사 심사손(沈思遜)이 야인들에게 살해되는 일이 발생했다. 심사손을 살해한 야인들을 잡아서 추국하여 4월 15일 장계를 올렸고, 6월에는 야인 임사이두(林沙伊豆) 등 25명이 심사손을 살해한 낭소을고대(浪所乙古大)의 아비 사방개(舍方介)를 사로잡아왔는데, 각각 베(면포) 1필씩을 내려, 중종이 상이 너무 가볍다고 지적하기도 했다. 관서(關西)의 국경 지역에 부임한 후 야인들이 물의를 일으켜 대책을 강구하느라 근무하면서 잠자고 먹는 일까지 잊을 정도였으며 이로 인해 병을 얻었다.
그는 효성이 뛰어나고 청렴결백했다 한다. 저술로는 『안재역설』(安齋易說)을 남겼는데, 여기서 그는 의리역학과 상수역학을 종합하고, 주역 각각의 괘효사에 대한 주석 주해를 기술하였다. 1528년 8월 29일 평안도관찰사로 재임중 병과 과로로 순직하였다. 중종이 애도하면서 부의(賻儀)를 하사하였다. 그가 죽고 후임 평안도관찰사로 부임한 허굉(許硡) 역시 1년만인 1529년 9월 7일에 사망했다.

### 사후
바로 증 자헌대부 이조판서(贈資憲大夫吏曹判書) 겸 지경연춘추관홍문관대제학 의금부사(知經筵春秋館事弘文館大提學藝文館大提學義禁知府事) 세자좌빈객(世子左賓客)에 추증되었고, 시호는 양간(襄簡)이다.
왕명으로 장사 비용과 석물(石物)비용이 내려졌고, 1528년 10월에 예장(禮葬)으로 경기도 광주군 경안면 중리(현, 경기도 광주시 중대동 산 11-1)의 영장산(靈長山) 아버지 이계통의 묘 서쪽 자좌 오향(子坐午向)에 매장되었다. 중종은 그의 제전 20결과 산주변 15리를 자손들에게 내려주었으며, 불천지위를 내려 불천묘(不遷廟)를 건립하도록 명하였다. 신도비명(神道碑銘)은 모재 김안국(慕齋金安國)이 지었다.

## 가족
- 할아버지 : 이흥손(李興孫)
- 아버지 : 이계통(李季通, 1439년 ~ 1491년 10월 2일)
- 어머니 : 전주류씨(全州柳氏, ? - 1501년 8월 25일), 통훈대부(通訓大夫) 곽산군수(郭山郡守) 류맹기(柳孟沂)의 딸
  - 동생 : 이시응(李時應, 1476 ~ 1538)
- 부인 : 경주김씨(慶州金氏), 사헌부집의 김미(金楣)의 딸
  - 딸 : 함안이씨(咸安李氏)
  - 사위 : 정홍필(鄭弘弼, 1493 ~ ?)
  - 딸 : 함안이씨(咸安李氏, 1492년 12월 1일 ~ 1536년 10월 7일)
  - 사위 : 이광식(李光軾, 1493년 11월 7일 ~ 1563년 12월 15일)
  - 딸 : 함안이씨(咸安李氏)
  - 사위 : 류사기(柳思琦)
  - 딸 : 함안이씨(咸安李氏)
  - 사위 : 성수영(成守瑛)
  - 아들 (장남) : 이진(李震, 1500년 3월 17일 ~ 1573년 6월 1일)
  - 며느리 : 전주이씨, 계림부정(鷄林副正) 이탄(李坦)의 딸, 자녀 없음
  - 며느리 : 밀양박씨, 현감 박문로(朴文璐)의 딸, 아들 이진의 후처
  - 아들 : 이림(李霖, 1501년 - 1546년)
  - 며느리 : 광산김씨(光山金氏, 1505년 ~ 1564년 12월 30일), 의정부좌찬성 김극핍의 딸
  - 아들 : 이제(李霽, 1507년 - 1543년)
  - 며느리 : 덕수이씨, 예조판서(禮曹判書) 이미(李薇)의 딸

## 저서
- 《안재역설 (安齋易說)》

## 기타
남의 집터를 빼앗은 일이 있어서 여론의 비난을 받기도 했다는 평이 있다. 그밖에 형벌이 지나치게 엄했으며, 사람됨이 사치를 좋아했으므로 복식(服飾)과 집 치장이 너무 웅장 화려하여 사군자(士君子)의 기풍이 없었다는 평도 있다.
그의 묘소 근처 광주시 중대동 산 11-6번지에는 그의 손자로 아들 이진의 아들 이석형(1534~ ?)의 묘도 있다.

## 같이 보기
| - 중종반정 - 정국공신 - 이의형 - 심순문 - 박원종 - 성희안 - 유순정 | - 김안국 - 심사손 - 이광식 - 이감 - 이전 |